# Pattinaggio di figura al VI Festival olimpico invernale della gioventù europea
Le gare di pattinaggio di figura al VI Festival olimpico invernale della gioventù europea si sono svolte dal 25 al 31 gennaio 2003 a Bled, in Slovenia.
Sono state disputate una gara maschile, una gara femminile e due gare miste, per un totale di 4 gare.

## Podi

### Ragazzi
| Evento  | Oro           | Argento         | Bronzo         |
| Singolo | Sergey Dobrin | Yannick Ponsero | Radomir Soumar |

### Ragazze
| Evento  | Oro              | Argento        | Bronzo         |
| Singolo | Katharina Häcker | Lina Johansson | Viktória Pavuk |

### Gare miste
| Evento             | Oro                               | Argento                       | Bronzo                            |
| Coppia             | Arina Ushakova/Alexander Popov    | Rebecca Handke/Daniel Wende   | Julia Beloglazova/Andriy Bekh     |
| Danza sul ghiaccio | Natalia Mikhailova/Arkadi Sergeev | Christina Beier/William Beier | Alexandra Zaretsky/Roman Zaretsky |